# Liga Uruguaya de Ascenso 2016
La Liga Uruguaya de Ascenso 2016, organizada por la FUBB, comenzó en mayo de 2016, y finalizó en el mes de septiembre del corriente. Esta liga nuclea a los equipos de Segunda División del Básquetbol uruguayo. Este año se da un cambio en el nombre del torneo, el cual se pasa a llamar "Liga Uruguaya de Ascenso", mientras que hasta 2015 se conocía bajo el nombre de "Torneo Metropolitano".

## Ascensos y descensos
| Club     | Descendido por                           |
| -------- | ---------------------------------------- |
| Bohemios | 12.º Liga Uruguaya de Básquetbol 2015-16 |
| Atenas   | 13.º Liga Uruguaya de Básquetbol 2015-16 |
| Tabaré   | 14.º Liga Uruguaya de Básquetbol 2015-16 |

| Club         | Ascendido por                  |
| ------------ | ------------------------------ |
| Miramar      | Campeón del DTA 2015           |
| 25 de Agosto | Ganador Play-Offs del DTA 2015 |

| Club           | Ascendido por                            |
| -------------- | ---------------------------------------- |
| Cordón         | Campeón del Metro 2015                   |
| Unión Atlética | Ganador de Liguilla del Metro 2015       |
| Sayago         | Ganador Final por Ascenso del Metro 2015 |

| Club | Descendido por      |
| ---- | ------------------- |
| Yale | 12.º del Metro 2015 |

## Equipos participantes
| Club                                          | Ciudad     | Barrio        | Entrenador          | 15             |
| --------------------------------------------- | ---------- | ------------- | ------------------- | -------------- |
| Club Atlético 25 de Agosto                    | Montevideo | Villa Dolores | Eduardo Hernández   | (DTA) 2.º      |
| Club Atlético Atenas                          | Montevideo | Palermo       | Martin Frydman      | (LUB) 13.º     |
| Club Atlético Bohemios                        | Montevideo | Pocitos       | Pedro Pereira       | (LUB) 12.º     |
| Club Sportivo Capitol                         | Montevideo | Prado         | Fernando Cabrera    | 8.º            |
| Club Social Larrañaga                         | Montevideo | La Blanqueada | Gonzalo Fernández   | 6.º - Liguilla |
| Club Atlético Marne                           | Montevideo | Bolívar       | Sebastián Baranzano | 9.º - Perm.    |
| Miramar Basket Ball Club                      | Montevideo | Parque Batlle | Esteban Yaquinta    | (DTA) 1.º      |
| Montevideo Basket Ball Club                   | Montevideo | Villa Muñoz   | Nicolás Díaz        | 5.º - Liguilla |
| Club Nacional de Football                     | Montevideo | La Blanqueada | Federico Camiña     | 7.º - Liguilla |
| Institución Deportiva y Social Olivol Mundial | Montevideo | Prado         | Andrés Blazina      | 6.º            |
| Club Atlético Stockolmo                       | Montevideo | Prado         | Alejandro Santerini | 10.º - Perm.   |
| Club Atlético Tabaré                          | Montevideo | Parque Batlle | Horacio Perdomo     | (LUB) 14.º     |
| Verdirrojo Basketball Club                    | Montevideo | Cerro         | Ramiro Caballero    | 12.º - Perm.   |

## Desarrollo

### Temporada regular
Esta fase comenzó el 23 de mayo, siendo el arranque oficial de la Liga. En esta fase del torneo, todos los equipos se enfrentan entre sí a dos ruedas. Concluida la misma se obtuvo a los cuatro equipos que pasan a jugar los Play-Offs por Ascenso y a los cuatro equipos que pasan a jugar la Permanencia.

#### Tabla de posiciones
| Pos. | Equipo         | PJ | PG | PP | Pts. |
| ---- | -------------- | -- | -- | -- | ---- |
| 1.º  | Nacional       | 24 | 19 | 5  | 43   |
| 2.º  | Bohemios       | 24 | 17 | 7  | 41   |
| 3.º  | Larrañaga      | 24 | 17 | 7  | 41   |
| 4.º  | Miramar        | 24 | 13 | 11 | 37   |
| 5.º  | Atenas         | 24 | 17 | 7  | 37   |
| 6.º  | Stockolmo      | 24 | 13 | 11 | 37   |
| 7.º  | Capitol        | 24 | 12 | 12 | 36   |
| 8.º  | Tabaré         | 24 | 13 | 11 | 35   |
| 9.º  | Verdirrojo     | 24 | 10 | 14 | 34   |
| 10.º | 25 de Agosto   | 24 | 9  | 15 | 33   |
| 11.º | Marne          | 24 | 7  | 17 | 31   |
| 12.º | Montevideo     | 24 | 5  | 19 | 29   |
| 13.º | Olivol Mundial | 24 | 4  | 20 | 28   |

|  | Equipos clasificados a los Play-Offs por Ascenso |
|  | Equipos clasificados a la Permanencia            |

#### Resultados
| Fecha 1          | Fecha 1   | Fecha 1        | Fecha 1 |
| Local            | Resultado | Visitante      |         |
| ---------------- | --------- | -------------- | ------- |
| Capitol          | 79:86     | Tabaré         |         |
| Verdirrojo       | 92:83     | Montevideo     |         |
| Larrañaga        | 63:66     | Marne          |         |
| Nacional         | 91:67     | 25 de agosto   |         |
| Miramar          | 81:71     | Olivol Mundial |         |
| Bohemios         | 70:79     | Atenas         |         |
| Libre: Stockolmo |           |                |         |

| Fecha 2         | Fecha 2   | Fecha 2    | Fecha 2 |
| Local           | Resultado | Visitante  |         |
| --------------- | --------- | ---------- | ------- |
| Marne           | 64:75     | Stockolmo  |         |
| Larrañaga       | 76:64     | Montevideo |         |
| Olivol Mundial  | 79:88     | Verdirrojo |         |
| Tabaré          | 80:76     | Miramar    |         |
| Atenas          | 93:92     | Capitol    |         |
| 25 de agosto    | 70:84     | Bohemios   |         |
| Libre: Nacional |           |            |         |

| Fecha 3      | Fecha 3   | Fecha 3        | Fecha 3 |
| Local        | Resultado | Visitante      |         |
| ------------ | --------- | -------------- | ------- |
| Stockolmo    | 90:78     | Montevideo     |         |
| Larrañaga    | 82:66     | Olivol Mundial |         |
| Verdirrojo   | 79:76     | Tabaré         |         |
| Miramar      | 79:74     | Atenas         |         |
| Capitol      | 88:93     | 25 de Agosto   |         |
| Bohemios     | 65:63     | Nacional       |         |
| Libre: Marne |           |                |         |

| Fecha 4         | Fecha 4   | Fecha 4    | Fecha 4 |
| Local           | Resultado | Visitante  |         |
| --------------- | --------- | ---------- | ------- |
| Olivol Mundial  | 62:76     | Stockolmo  |         |
| Tabaré          | 72:90     | Larrañaga  |         |
| Atenas          | 104:92    | Verdirrojo |         |
| 25 de agosto    | 78:96     | Miramar    |         |
| Nacional        | 88:78     | Capitol    |         |
| Montevideo      | 75:90     | Marne      |         |
| Libre: Bohemios |           |            |         |

| Fecha 5           | Fecha 5   | Fecha 5        | Fecha 5 |
| Local             | Resultado | Visitante      |         |
| ----------------- | --------- | -------------- | ------- |
| Stockolmo         | 62:60     | Tabaré         |         |
| Larrañaga         | 73:71     | Atenas         |         |
| Verdirrojo        | 74:71     | 25 de agosto   |         |
| Miramar           | 60:79     | Nacional       |         |
| Capitol           | 62:68     | Bohemios       |         |
| Marne             | 59:65     | Olivol Mundial |         |
| Libre: Montevideo |           |                |         |

| Fecha 6        | Fecha 6   | Fecha 6    | Fecha 6 |
| Local          | Resultado | Visitante  |         |
| -------------- | --------- | ---------- | ------- |
| Atenas         | 82:91     | Stockolmo  |         |
| 25 de agosto   | 58:63     | Larrañaga  |         |
| Nacional       | 97:75     | Verdirrojo |         |
| Bohemios       | 93:82     | Miramar    |         |
| Tabaré         | 81:75     | Marne      |         |
| Olivol Mundial | 72:80     | Montevideo |         |
| Libre: Capitol |           |            |         |

| Fecha 7               | Fecha 7   | Fecha 7      | Fecha 7 |
| Local                 | Resultado | Visitante    |         |
| --------------------- | --------- | ------------ | ------- |
| Stockolmo             | 69:68     | 25 de agosto |         |
| Larrañaga             | 73:81     | Nacional     |         |
| Verdirrojo            | 85:77     | Bohemios     |         |
| Miramar               | 62:66     | Capitol      |         |
| Marne                 | 70:79     | Atenas       |         |
| Montevideo            | 77:93     | Tabaré       |         |
| Libre: Olivol Mundial |           |              |         |

| Fecha 8        | Fecha 8   | Fecha 8        | Fecha 8 |
| Local          | Resultado | Visitante      |         |
| -------------- | --------- | -------------- | ------- |
| Nacional       | 80:72     | Stockolmo      |         |
| Bohemios       | 71:74     | Larrañaga      |         |
| Capitol        | 72:80     | Verdirrojo     |         |
| 25 de agosto   | 74:77     | Marne          |         |
| Atenas         | 89:70     | Montevideo     |         |
| Tabaré         | 97:87     | Olivol Mundial |         |
| Libre: Miramar |           |                |         |

| Fecha 9        | Fecha 9   | Fecha 9      | Fecha 9 |
| Local          | Resultado | Visitante    |         |
| -------------- | --------- | ------------ | ------- |
| Stockolmo      | 59:72     | Bohemios     |         |
| Larrañaga      | 61:66     | Capitol      |         |
| Verdirrojo     | 77:75     | Miramar      |         |
| Marne          | 82:100    | Nacional     |         |
| Montevideo     | 84:94     | 25 de Agosto |         |
| Olivol Mundial | 87:100    | Atenas       |         |
| Libre: Tabaré  |           |              |         |

| Fecha 10          | Fecha 10  | Fecha 10       | Fecha 10 |
| Local             | Resultado | Visitante      |          |
| ----------------- | --------- | -------------- | -------- |
| Capitol           | 63:65     | Stockolmo      |          |
| Miramar           | 61:72     | Larrañaga      |          |
| Bohemios          | 97:72     | Marne          |          |
| Nacional          | 85:66     | Montevideo     |          |
| 25 de agosto      | 60:74     | Olivol Mundial |          |
| Atenas            | 86:73     | Tabaré         |          |
| Libre: Verdirrojo |           |                |          |

| Fecha 11       | Fecha 11  | Fecha 11     | Fecha 11 |
| Local          | Resultado | Visitante    |          |
| -------------- | --------- | ------------ | -------- |
| Stockolmo      | 79:96     | Miramar      |          |
| Larrañaga      | 93:87     | Verdirrojo   |          |
| Marne          | 69:82     | Capitol      |          |
| Montevideo     | 77:87     | Bohemios     |          |
| Olivol Mundial | 75:91     | Nacional     |          |
| Tabaré         | 82:88     | 25 de Agosto |          |
| Libre: Atenas  |           |              |          |

| Fecha 12         | Fecha 12  | Fecha 12       | Fecha 12 |
| Local            | Resultado | Visitante      |          |
| ---------------- | --------- | -------------- | -------- |
| Verdirrojo       | 85:51     | Stockolmo      |          |
| Miramar          | 76:66     | Marne          |          |
| Capitol          | 51:43     | Montevideo     |          |
| Bohemios         | 84:63     | Olivol Mundial |          |
| Nacional         | 82:65     | Tabaré         |          |
| 25 de agosto     | 76:80     | Atenas         |          |
| Libre: Larrañaga |           |                |          |

| Fecha 13            | Fecha 13  | Fecha 13   | Fecha 13 |
| Local               | Resultado | Visitante  |          |
| ------------------- | --------- | ---------- | -------- |
| Stockolmo           | 73:64     | Larrañaga  |          |
| Marne               | 70:65     | Verdirrojo |          |
| Montevideo          | 100:92    | Miramar    |          |
| Olivol Mundial      | 59:66     | Capitol    |          |
| Tabaré              | 89:87     | Bohemios   |          |
| Atenas              | 0:20      | Nacional   |          |
| Libre: 25 de agosto |           |            |          |

| Fecha 14         | Fecha 14  | Fecha 14   | Fecha 14 |
| Local            | Resultado | Visitante  |          |
| ---------------- | --------- | ---------- | -------- |
| Tabaré           | 66:63     | Capitol    |          |
| Montevideo       | 91:84     | Verdirrojo |          |
| Marne            | 61:84     | Larrañaga  |          |
| 25 de agosto     | 72:77     | Nacional   |          |
| Olivol Mundial   | 73:79     | Miramar    |          |
| Atenas           | 85:86     | Bohemios   |          |
| Libre: Stockolmo |           |            |          |

| Fecha 15        | Fecha 15  | Fecha 15       | Fecha 15 |
| Local           | Resultado | Visitante      |          |
| --------------- | --------- | -------------- | -------- |
| Stockolmo       | 74:69     | Marne          |          |
| Montevideo      | 71:80     | Larrañaga      |          |
| Verdirrojo      | 90:97     | Olivol Mundial |          |
| Miramar         | 79:80     | Tabaré         |          |
| Capitol         | 78:86     | Atenas         |          |
| Bohemios        | 85:65     | 25 de agosto   |          |
| Libre: Nacional |           |                |          |

| Fecha 16       | Fecha 16  | Fecha 16   | Fecha 16 |
| Local          | Resultado | Visitante  |          |
| -------------- | --------- | ---------- | -------- |
| Montevideo     | 72:86     | Stockolmo  |          |
| Olivol Mundial | 58:81     | Larrañaga  |          |
| Tabaré         | 94:79     | Verdirrojo |          |
| Atenas         | 98:78     | Miramar    |          |
| 25 de agosto   | 68:82     | Capitol    |          |
| Nacional       | 76:74     | Bohemios   |          |
| Libre: Marne   |           |            |          |

| Fecha 17        | Fecha 17  | Fecha 17       | Fecha 17 |
| Local           | Resultado | Visitante      |          |
| --------------- | --------- | -------------- | -------- |
| Stockolmo       | 97:82     | Olivol Mundial |          |
| Larrañaga       | 102:99    | Tabaré         |          |
| Verdirrojo      | 87:88     | Atenas         |          |
| Miramar         | 63:52     | 25 de agosto   |          |
| Capitol         | 69:80     | Nacional       |          |
| Marne           | 88:74     | Montevideo     |          |
| Libre: Bohemios |           |                |          |

| Fecha 18          | Fecha 18  | Fecha 18   | Fecha 18 |
| Local             | Resultado | Visitante  |          |
| ----------------- | --------- | ---------- | -------- |
| Tabaré            | 77:75     | Stockolmo  |          |
| Atenas            | 81:77     | Larrañaga  |          |
| 25 de Agosto      | 78:72     | Verdirrojo |          |
| Nacional          | 92:69     | Miramar    |          |
| Bohemios          | 100:104   | Capitol    |          |
| Olivol Mundial    | 76:57     | Marne      |          |
| Libre: Montevideo |           |            |          |

| Fecha 19       | Fecha 19  | Fecha 19       | Fecha 19 |
| Local          | Resultado | Visitante      |          |
| -------------- | --------- | -------------- | -------- |
| Stockolmo      | 76:78     | Atenas         |          |
| Larrañaga      | 73:52     | 25 de agosto   |          |
| Verdirrojo     | 77:75     | Nacional       |          |
| Miramar        | 86:72     | Bohemios       |          |
| Marne          | 117:114   | Tabaré         |          |
| Montevideo     | 83:68     | Olivol Mundial |          |
| Libre: Capitol |           |                |          |

| Fecha 20              | Fecha 20  | Fecha 20   | Fecha 20 |
| Local                 | Resultado | Visitante  |          |
| --------------------- | --------- | ---------- | -------- |
| 25 de Agosto          | 81:66     | Stockolmo  |          |
| Nacional              | 62:75     | Larrañaga  |          |
| Bohemios              | 94:88     | Verdirrojo |          |
| Capitol               | 81:95     | Miramar    |          |
| Atenas                | 81:76     | Marne      |          |
| Tabaré                | 0:20      | Montevideo |          |
| Libre: Olivol Mundial |           |            |          |

| Fecha 21       | Fecha 21  | Fecha 21     | Fecha 21 |
| Local          | Resultado | Visitante    |          |
| -------------- | --------- | ------------ | -------- |
| Stockolmo      | 74:66     | Nacional     |          |
| Larrañaga      | 80:92     | Bohemios     |          |
| Verdirrojo     | 61:81     | Capitol      |          |
| Marne          | 71:84     | 25 de Agosto |          |
| Montevideo     | 84:85     | Atenas       |          |
| Olivol Mundial | 67:72     | Tabaré       |          |
| Libre: Miramar |           |              |          |

| Fecha 22      | Fecha 22  | Fecha 22       | Fecha 22 |
| Local         | Resultado | Visitante      |          |
| ------------- | --------- | -------------- | -------- |
| Bohemios      | 90:61     | Stockolmo      |          |
| Capitol       | 68:70     | Larrañaga      |          |
| Miramar       | 79:93     | Verdirrojo     |          |
| Nacional      | 90:81     | Marne          |          |
| 25 de Agosto  | 89:77     | Montevideo     |          |
| Atenas        | 104:71    | Olivol Mundial |          |
| Libre: Tabaré |           |                |          |

| Fecha 23          | Fecha 23  | Fecha 23     | Fecha 23 |
| Local             | Resultado | Visitante    |          |
| ----------------- | --------- | ------------ | -------- |
| Stockolmo         | 61:72     | Capitol      |          |
| Larrañaga         | 88:90     | Miramar      |          |
| Marne             | 75:91     | Bohemios     |          |
| Montevideo        | 81:96     | Nacional     |          |
| Olivol Mundial    | 64:70     | 25 de Agosto |          |
| Tabaré            | 82:80     | Atenas       |          |
| Libre: Verdirrojo |           |              |          |

| Fecha 24      | Fecha 24  | Fecha 24       | Fecha 24 |
| Local         | Resultado | Visitante      |          |
| ------------- | --------- | -------------- | -------- |
| Miramar       | 74:57     | Stockolmo      |          |
| Verdirrojo    | 64:81     | Larrañaga      |          |
| Capitol       | 85:83     | Marne          |          |
| Bohemios      | 94:54     | Montevideo     |          |
| Nacional      | 77:55     | Olivol Mundial |          |
| 25 de Agosto  | 71:69     | Tabaré         |          |
| Libre: Atenas |           |                |          |

| Fecha 25         | Fecha 25  | Fecha 25     | Fecha 25 |
| Local            | Resultado | Visitante    |          |
| ---------------- | --------- | ------------ | -------- |
| Stockolmo        | 84:81     | Verdirrojo   |          |
| Marne            | 84:89     | Miramar      |          |
| Montevideo       | 76:79     | Capitol      |          |
| Olivol Mundial   | 78:79     | Bohemios     |          |
| Tabaré           | 88:87     | Nacional     |          |
| Atenas           | 94:91     | 25 de agosto |          |
| Libre: Larrañaga |           |              |          |

| Fecha 26            | Fecha 26  | Fecha 26       | Fecha 26 |
| Local               | Resultado | Visitante      |          |
| ------------------- | --------- | -------------- | -------- |
| Larrañaga           | 83:72     | Stockolmo      |          |
| Verdirrojo          | 78:79     | Marne          |          |
| Miramar             | 94:71     | Montevideo     |          |
| Capitol             | 85:71     | Olivol Mundial |          |
| Bohemios            | 73:63     | Tabaré         |          |
| Nacional            | 96:64     | Atenas         |          |
| Libre: 25 de agosto |           |                |          |

#### Triangular de Desempate
| Desempate                                               | Desempate | Desempate | Desempate |
| Equipo 1                                                | Resultado | Equipo 2  |           |
| ------------------------------------------------------- | --------- | --------- | --------- |
| Atenas                                                  | 78:70     | Stockolmo |           |
| Miramar                                                 | 79:56     | Stockolmo |           |
| Miramar                                                 | 98:87     | Atenas    |           |
| Miramar clasificó como 4.º a los Play-Offs por Ascenso. |           |           |           |

### Play-Offs por Ascenso
|  | Semifinales | Semifinales |   |          | Final        | Final |  |
|  |             |             |   |          |              |       |  |
|  |             |             |   |          |              |       |  |
|  |             |             |   |          |              |       |  |
|  | Nacional    | 3           |   |          |              |       |  |
|  | Miramar     | 1           |   |          |              |       |  |
|  |             |             |   |          |              |       |  |
|  |             |             |   |          |              |       |  |
|  |             |             |   |          | Nacional     | 0     |  |
|  |             | Larrañaga   | 1 |          |              |       |  |
|  |             |             |   |          |              |       |  |
|  |             |             |   |          |              |       |  |
|  |             |             |   |          | Tercer lugar |       |  |
|  |             |             |   |          |              |       |  |
|  | Bohemios    | 1           |   | Bohemios | 3            |       |  |
|  | Larrañaga   | 3           |   |          | Miramar      | 2     |  |

#### Resultados

##### Semifinales
| Llave 1  | Llave 1   | Llave 1   | Llave 1 |
| Local    | Resultado | Visitante |         |
| -------- | --------- | --------- | ------- |
| Miramar  | -:-       | Nacional  |         |
| Nacional | 72:61     | Miramar   |         |
| Miramar  | 76:75     | Nacional  |         |
| Nacional | 78:72     | Miramar   |         |

| Llave 2   | Llave 2   | Llave 2   | Llave 2 |
| Local     | Resultado | Visitante |         |
| --------- | --------- | --------- | ------- |
| Larrañaga | -:-       | Bohemios  |         |
| Bohemios  | 97:99     | Larrañaga |         |
| Larrañaga | 76:70     | Bohemios  |         |
| Bohemios  | 71:72     | Larrañaga |         |

##### Final
| Único Partido | Único Partido | Único Partido | Único Partido |
| Local         | Resultado     | Visitante     |               |
| ------------- | ------------- | ------------- | ------------- |
| Nacional      | 78:87         | Larrañaga     |               |

##### Tercer Ascenso
| Única Llave | Única Llave | Única Llave | Única Llave |
| Local       | Resultado   | Visitante   |             |
| ----------- | ----------- | ----------- | ----------- |
| Miramar     | -:-         | Bohemios    |             |
| Bohemios    | 81:90       | Miramar     |             |
| Miramar     | 80:87       | Bohemios    |             |
| Bohemios    | 81:91       | Miramar     |             |
| Miramar     | 59:97       | Bohemios    |             |

### Permanencia
| Llave | Equipo         | 1.º | 2.º | 3.º | 4.º | 5.º | Total |
| ----- | -------------- | --- | --- | --- | --- | --- | ----- |
| 1     | 25 de Agosto   |     |     |     |     |     | 3     |
| 1     | Olivol Mundial |     |     |     |     |     | 2     |
| 2     | Marne          |     |     |     |     |     | 3     |
| 2     | Montevideo     |     |     |     |     |     | 2     |

|  | Equipos descendidos a la DTA 2017 |

#### Resultados
| Llave 1        | Llave 1   | Llave 1        | Llave 1 |
| Local          | Resultado | Visitante      |         |
| -------------- | --------- | -------------- | ------- |
| Olivol Mundial | -:-       | 25 de Agosto   |         |
| 25 de agosto   | 84:91     | Olivol Mundial |         |
| Olivol Mundial | 80:86     | 25 de Agosto   |         |
| 25 de agosto   | 79:85     | Olivol Mundial |         |
| Olivol Mundial | 68:94     | 25 de Agosto   |         |

| Llave 2    | Llave 2   | Llave 2    | Llave 2 |
| Local      | Resultado | Visitante  |         |
| ---------- | --------- | ---------- | ------- |
| Montevideo | -:-       | Marne      |         |
| Marne      | 90:74     | Montevideo |         |
| Montevideo | 90:89     | Marne      |         |
| Marne      | 74:75     | Montevideo |         |
| Montevideo | 87:97     | Marne      |         |

| Campeón de la Liga 2016         |
| ------------------------------- |
| Larrañaga 1.º Título de la Liga |